# 新塚越
新塚越（しんつかごし）は、神奈川県川崎市幸区の町名。丁目の設定がない単独町名。住居表示は未実施。

## 地理
幸区の北部に位置し、東に下平間、南に塚越、西に小倉、北に鹿島田と接している。
全域が神奈川県住宅供給公社と川崎市住宅供給公社が共同で開発・分譲したサウザンドシティとルリエ新川崎からなる。

## 歴史

### 沿革
- 2000年（平成12年）8月7日 - 塚越1丁目、鹿島田字向嶋、小倉字北耕地、下平間字宮前耕地の各一部を分離し、新塚越を新設。
- 2004年（平成16年） - 下平間字宮前耕地の一部を編入[5][8]。

## 世帯数と人口
2025年（令和7年）6月30日現在（川崎市発表）の世帯数と人口は以下の通りである。
| 町丁   | 世帯数    | 人口    |
| ------ | --------- | ------- |
| 新塚越 | 1,239世帯 | 3,036人 |

### 人口の変遷
国勢調査による人口の推移。
| 年                 | 人口  |
| ------------------ | ----- |
| 2000年（平成12年） | 11    |
| 2005年（平成17年） | 3,186 |
| 2010年（平成22年） | 3,267 |
| 2015年（平成27年） | 3,284 |
| 2020年（令和2年）  | 3,071 |

### 世帯数の変遷
国勢調査による世帯数の推移。
| 年                 | 世帯数 |
| ------------------ | ------ |
| 2000年（平成12年） | 5      |
| 2005年（平成17年） | 1,184  |
| 2010年（平成22年） | 1,214  |
| 2015年（平成27年） | 1,195  |
| 2020年（令和2年）  | 1,196  |

## 学区
市立小・中学校に通う場合、学区は以下の通りとなる（2025年4月時点）。
| 番・番地等 | 小学校               | 中学校             |
| ---------- | -------------------- | ------------------ |
| 全域       | 川崎市立下平間小学校 | 川崎市立塚越中学校 |

## 事業所
2021年（令和3年）現在の経済センサス調査による事業所数と従業員数は以下の通りである。
| 町丁   | 事業所数 | 従業員数 |
| ------ | -------- | -------- |
| 新塚越 | 49事業所 | 712人    |

### 事業者数の変遷
経済センサスによる事業所数の推移。
| 年                 | 事業者数 |
| ------------------ | -------- |
| 2016年（平成28年） | 53       |
| 2021年（令和3年）  | 49       |

### 従業員数の変遷
経済センサスによる従業員数の推移。
| 年                 | 従業員数 |
| ------------------ | -------- |
| 2016年（平成28年） | 896      |
| 2021年（令和3年）  | 712      |

## 施設
- 幸警察署 鹿島田駅前交番
- マルエツ 鹿島田店[18]

## その他

### 日本郵便
- 郵便番号 : 212-0027[3]（集配局 : 川崎港郵便局[19]）

### 警察
町内の警察の管轄区域は以下の通りである。
| 番・番地等                                    | 警察署   | 交番・駐在所   |
| --------------------------------------------- | -------- | -------------- |
| 1番地2（サウザンドシティ1番館）、200〜202番地 | 幸警察署 | 鹿島田駅前交番 |
| 1番地2（サウザンドシティ2番館〜7番館）        | 幸警察署 | 塚越交番       |